# Philipp Gschwandtner
Philipp Gschwandtner (* 12. August 1989) ist ein österreichischer Bodybuilder und ehemaliger Grasskiläufer. Als Grasskiläufer startete er, ebenso wie sein Bruder Daniel Gschwandtner, der ebenfalls Grasskiläufer ist, für den Schiklub Bad Tatzmannsdorf und gehörte dem A-Kader des Österreichischen Skiverbandes an. Im Jahr 2009 wurde er Juniorenweltmeister im Riesenslalom. Seit 2010 ist er Amateur-Bodybuilder.

## Karriere

### Grasski
Philipp Gschwandtner bestritt seine ersten internationalen Rennen im Juli 2004 bei der Juniorenweltmeisterschaft in seinem Heimatort Rettenbach. Dabei belegte er den 16. Platz im Slalom und in der Kombination sowie Rang 24 im Riesenslalom und Rang 38 im Super-G. Nach drei FIS-Rennen startete er Ende August erstmals im Weltcup, konnte dabei aber noch keine Weltcuppunkte gewinnen. In der Saison 2005 bestritt er ausschließlich FIS-Rennen, bei denen er am 2. Juli im Slalom von Marbachegg erstmals unter die besten zehn kam, sowie die Juniorenweltmeisterschaft in Nové Město na Moravě, wo er in allen Bewerben unter die schnellsten 30 fuhr und als bestes Resultat Rang 21 in der Kombination erzielte.
Bei der Juniorenweltmeisterschaft 2006 war Gschwandtners einziges Resultat der 22. Rang im Super-G. Im August und September desselben Jahres nahm er auch wieder an mehreren Weltcuprennen teil und erreichte dabei erstmals die Punkteränge. Sein bestes Ergebnis war Platz 17 im Slalom von Sattel am 26. August, womit er in der Saison 2006 auf Rang 31 in der Gesamtwertung kam. In der Saison 2007 erreichte Gschwandtner am 26. August mit Platz zehn im zweiten Slalom von Sattel sein bisher bestes Weltcupergebnis; am Vortag hatte er bereits den zwölften Platz belegt. Trotzdem konnte er sich in der Gesamtwertung gegenüber dem Vorjahr nur unwesentlich verbessern und er belegte Rang 28. Bei der Juniorenweltmeisterschaft 2007 fuhr er auf Platz neun im Slalom, Rang zwölf im Riesenslalom und Rang 15 in der Super-Kombination. In der nächsten Saison konnte sich Gschwandtner in FIS-Rennen mehrmals unter den besten zehn platzieren, im Weltcup jedoch nur zweimal unter die schnellsten 20 fahren, womit er Rang 27 im Gesamtklassement belegte. Gute Resultate erzielte er bei der Juniorenweltmeisterschaft 2008 im schweizerischen Rieden. Im Super-G fuhr er zeitgleich mit dem Tschechen Lukáš Kolouch auf Platz sechs und in der Super-Kombination auf Rang sieben. Im Slalom kam er zeitgleich mit seinem Bruder auf Platz acht und im Riesenslalom auf Rang elf.
In der Saison 2009 konnte sich der Burgenländer im Weltcup deutlich steigern. Er kam sechsmal unter die besten 16, womit er sich in der Endwertung auf den 13. Platz verbesserte. Große Erfolge feierte er bei der Junioren-WM 2009 im tschechischen Horní Lhota u Ostravy mit dem Gewinn der Goldmedaille im Riesenslalom und der Bronzemedaille im Super-G. Im Slalom belegte er den sechsten Platz, die Super-Kombination konnte er aber nicht beenden. Im September 2009 nahm Gschwandtner erstmals an einer Weltmeisterschaft in der Allgemeinen Klasse teil. In seinem Heimatort Rettenbach belegte er Platz 16 im Super-G, Platz 19 im Riesenslalom und Rang 32 in der Super-Kombination. Im Slalom schied er im ersten Durchgang aus. In der Saison 2010 startete er nur noch bei den FIS-Rennen in Rettenbach, die zugleich als Österreichische Meisterschaften zählten. Dort war sein einziges Resultat der zehnte Platz im Super-G, der ihm die Bronzemedaille in der Österreichischen Meisterschaft brachte.

### Bodybuilding
Philipp Gschwandtner begann im Jahr 2009 mit intensivem Bodybuilding-Training. Bei seinem ersten Wettkampf am 24. Oktober 2010 erreichte er in seiner Klasse den ersten Platz bei den Österreichischen Neulingsmeisterschaften und den zweiten Platz bei den Internationalen Österreichischen Meisterschaften. 

## Erfolge Grasski

### Weltmeisterschaften
- Rettenbach 2009: 16. Super-G, 19. Riesenslalom, 32. Super-Kombination

### Juniorenweltmeisterschaften
- Rettenbach 2004: 16. Slalom, 16. Kombination, 24. Riesenslalom, 38. Super-G
- Nové Město na Moravě 2005: 21. Kombination, 25. Slalom, 26. Riesenslalom, 30. Super-G
- Horní Lhota 2006: 22. Super-G
- Welschnofen 2007: 9. Slalom, 12. Riesenslalom, 15. Super-Kombination
- Rieden 2008: 6. Super-G, 7. Super-Kombination, 8. Slalom, 11. Riesenslalom
- Horní Lhota 2009: 1. Riesenslalom, 3. Super-G, 6. Slalom

### Weltcup
- Mehrere Platzierung unter den besten zehn, weitere zehnmal unter den besten 20